# こうのとり2号機
こうのとり2号機は、日本の2機目の宇宙ステーション補給機。このミッションはHTV-2とされている。三菱重工業とJAXAが生産したH-IIBロケットの2号機によって2011年1月に国際宇宙ステーションへの物資補給用に打ち上げられた。物資をISSに降ろし、使用済みの実験装置や衣料品などISSで発生した廃棄物を載せた後、係留を解除し、ISSから離れて地球の大気に再突入し、燃え尽きた。

## 特徴
日本の宇宙ステーション補給機の2号機であり、シリーズの同型機である。前回の技術実証機の運用を基にHTVを運用機にした最初の機体。
HTV技術実証機 (HTV1) からの主な変更点は以下の様なものであった。
- 与圧部内物資搭載場所の拡張 - 空調系および照明装置の取付場所を変更して搭載スペースを確保した。
- 国産機器への変更 - 補給キャリア与圧部内の照明装置4基のうち2基を国産のLED照明装置に変更した（残り2基はISS共通の蛍光灯のまま）。これらの照明は、HTVがISSから離れる前に取り外して、ISSでの予備品として保管される。
近傍通信装置の片系を国産の送受信機に変更。
- デモンストレーション運用の削除 - HTV1では、単独飛行期間にデモンストレーション（試験運用）を行ったが、この試験を行わない運用機では一次電池の数を（11台から7台へ）4台削減すると共に、推進薬の搭載量も減らした。これにより、HTV2以降は貨物の搭載能力が約4.5tから最大6.0tに増える。
- 他に、HTV補給ラックの物資搭載能力の向上、一次電池の性能向上（175Ahから200Ahへ）、誘導制御ソフトウェアの改修、航法センサソフトウェアの改修、姿勢制御システムの一部スラスタの温度上昇対策として、温度センサを耐熱温度の高い白金センサへの変更。

## 物資
こうのとり2号は補給キャリアに5.3トンの物資を載せており、このうち4トンが与圧部で1.3トンが非与圧部であった。

### 与圧部
与圧部の物資はおおよそ宇宙システムコンポーネントが51%、食料が24%、科学実験材料が10%、クルー用物資8%、水7%であった。この中には勾配炉ラックと多目的実験ラックも搭載されていた。
勾配炉は高温電気炉で有用物質からの大規模、高品質な結晶の生成に使われる。多目的実験ラックはさまざまな機能のために使われることが計画されており、ワークボリューム、ワークベンチ、小型実験エリアの3つのコンポーネントからなる。ワークボリュームではすでに水生生物での実験が計画されており、微小重力と宇宙放射線の影響を調べるために小魚を繁殖させる計画である。
こうのとり2号がISSに係留された後、勾配炉ラック1台と多目的実験ラックの両方がきぼうに運び込まれた。これらのラックの導入と試運転によってきぼう実験棟利用の第2フェーズが始まった。
なお、水は今回から種子島で水が詰まれることになった

### 非与圧部
非与圧区画の曝露パレットにはアメリカのNASAのフレックス・ホース・ロータリ・カプラとカーゴ輸送コンテナの2台の軌道上交換ユニットが搭載されていた 。これらの貨物はデクスターを使ってELC-4に取り付けられた。

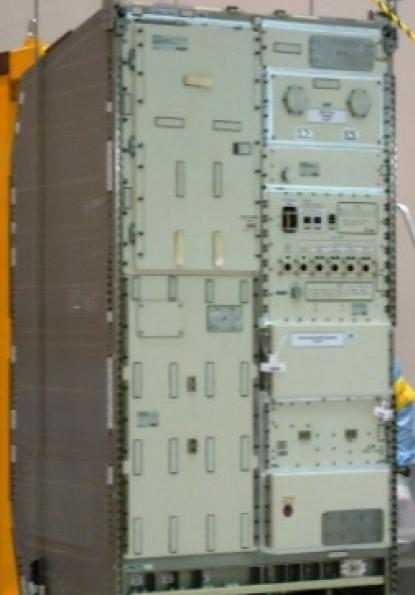
勾配炉ラック
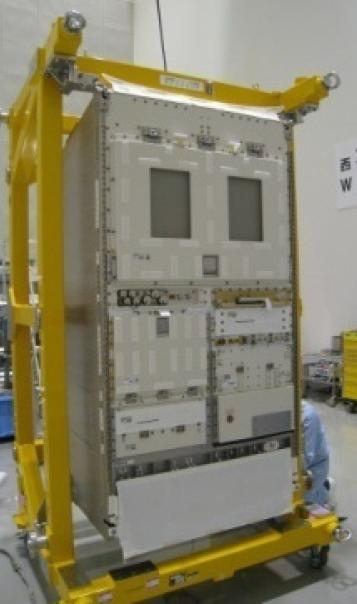
多目的実験ラック
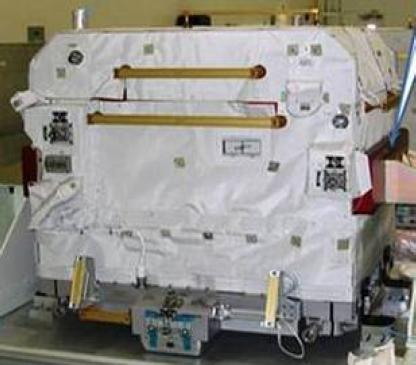
貨物輸送コンテナ

## 運用
こうのとり2号機の運用スケジュールはSTS-133ミッションの影響を受けた。STS-133はもともとこうのとり2号の打ち上げより早い2010年の9月に打ち上げが計画されていたが、何度かの延期によって最終的にSTS-133は2011年2月に打ち上げられることになった。
こうのとり2号のISS係留スケジュールは当初40日間のはずであったが、こうのとり2号はスペースシャトルの荷をISSへ運び込む任務の他に、ISSで発生した廃棄物をためる為にスペースシャトルよりも後にISSから出発することが要求されたため、その設計寿命に近い2ヶ月間の滞在に変更された。
また、外部ペイロードはELC-4に取り付けられるはずであったが、これはSTS-133で運ばれる予定であったため、デクスターロボットアームはSTS-133がELC-4を運んでくるまで外部ペイロードをつかんで待つことが必要になった。

### 打ち上げとランデブー

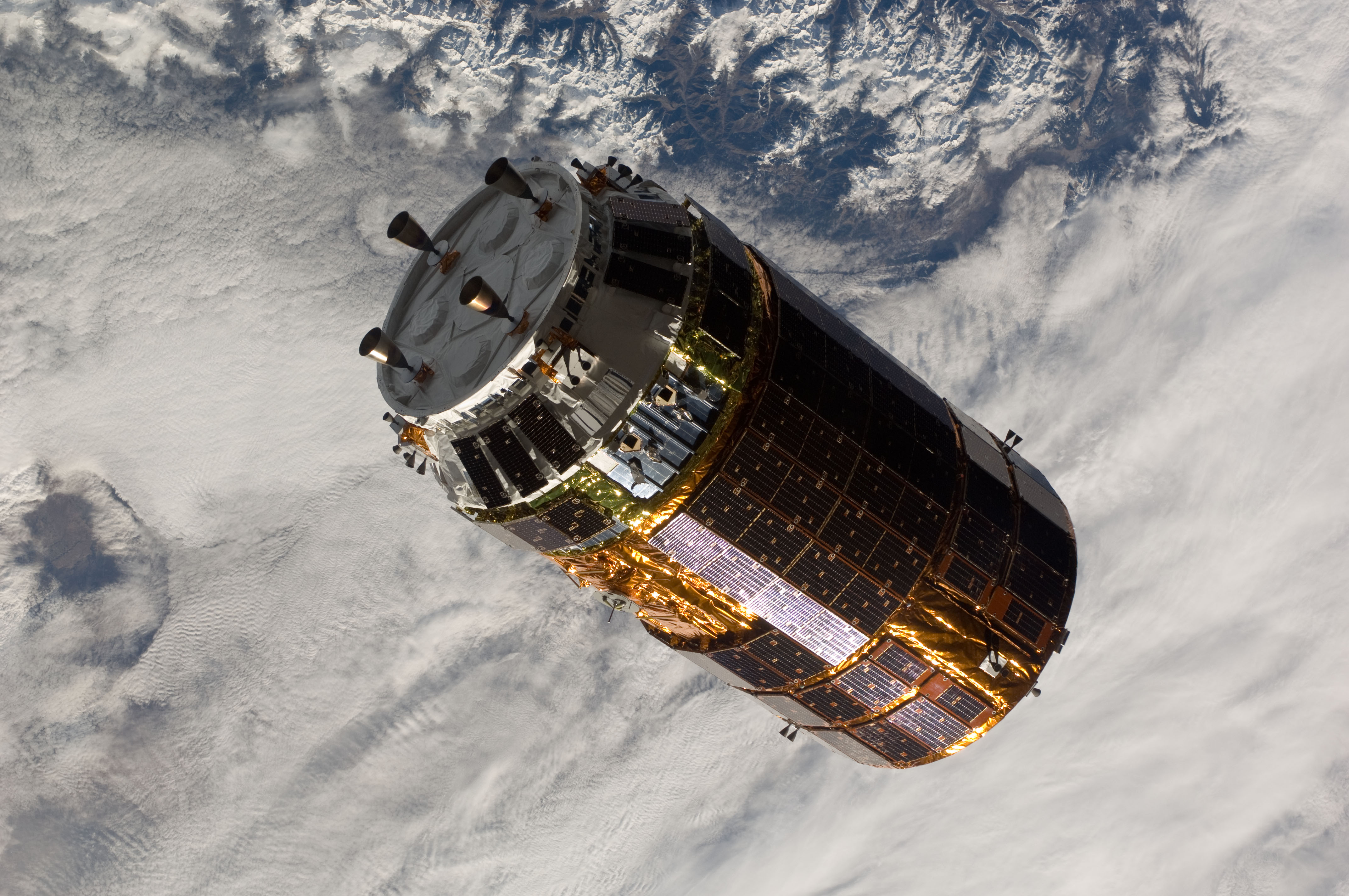
こうのとり2号は2011年1月27日に到着した。

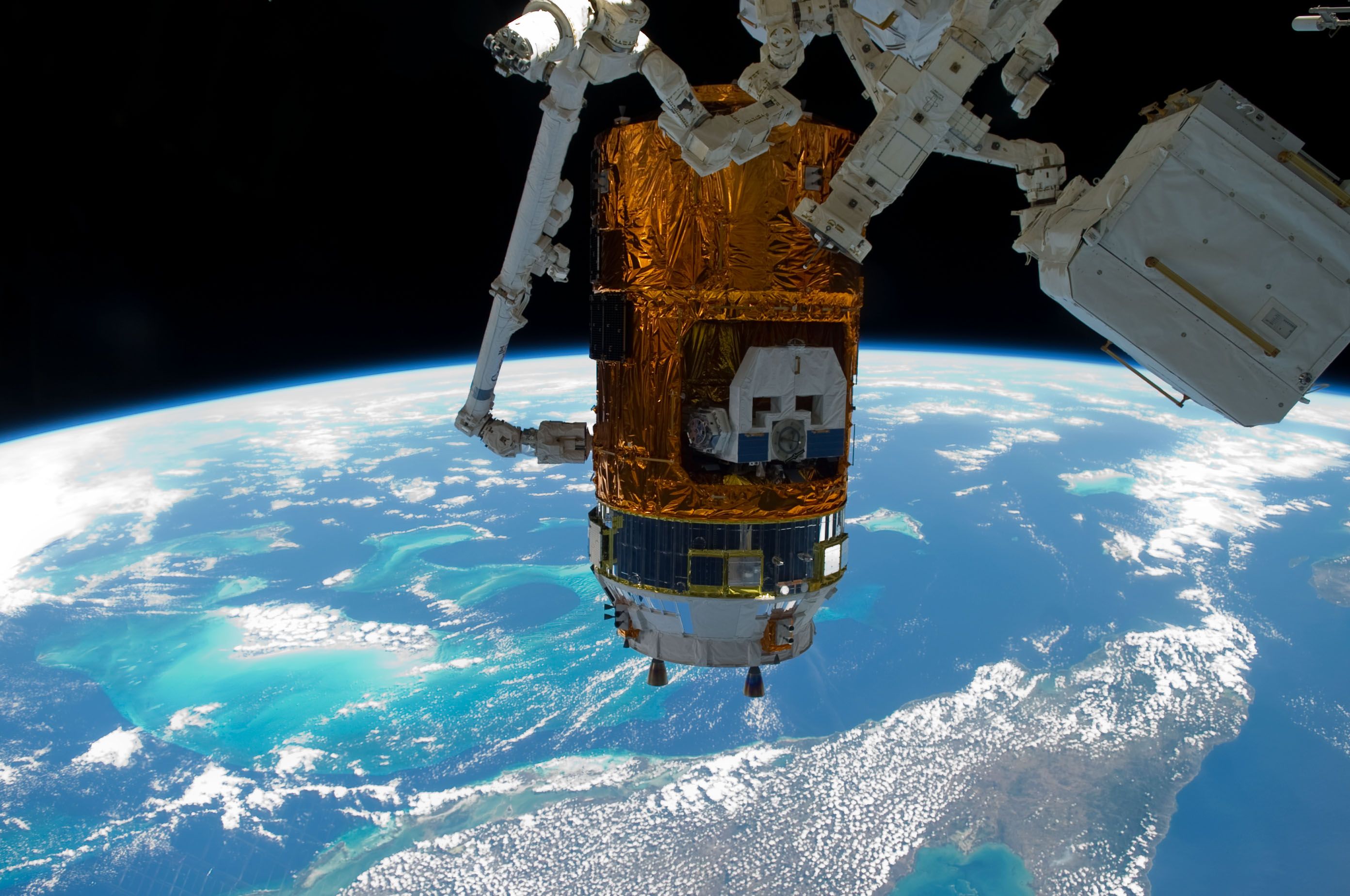
カナダアーム2がHTV-2を天底側ポートに戻している。2011年3月10日。

こうのとり2号は当初2011年1月20日に打ち上げが計画されていたが、天候状況が悪かったために2日順延された。こうのとり2号の乗せられたH-IIBロケットは2011年1月22日5時37分57秒 (UTC)に種子島宇宙センターから打ち上げられた。その後、1月27日6時ごろからISSとのランデブー飛行を開始し、11時47分 (GMT)にスペースシャトルのカナダアーム2が南インド洋沖高度354km(220マイル)の位置でこうのとり2号を把持した。こうのとり2号はカナダアーム2を使って、ハーモニーの天底側ポートに係留された。なお、カナダアーム2の操作はステーション外部が直接見え、よりよい状況認識が可能なキューポラのロボットアームステーションでキャスリン・コールマンとパオロ・ネスポリが行なった。係留ポートの内側に設置されたボルトでステーションとこうのとりが固定され、14時51分 (GMT)に結合が完了した。

### 係留中の運用
こうのとり2号が係留されている間、クルーはHTVの与圧部から物資を出し入れした。
こうのとり2号の係留中、ディスカバリー(STS-133)のISSへの飛行があり、シャトルのペイロードベイとの干渉を避けるため、こうのとり2号はハーモニーの天底側ポートから天頂側ポートへ移動された。これはシャトル打ち上げ前の2月18日に行われた。
なお、この期間には先にドッキングしていたプログレス補給船とソユーズTMA-20、ソユーズTMA-01Mと本機に加え、2月24日にヨハネス・ケプラーが、さらに2月26日にディスカバリー（STS-133)が国際宇宙ステーションにドッキングした。この時点で上記の5機種6機が一堂に会し、宇宙開発の国際協力を象徴するイベントとなった。シャトルが退役することが決まっていたことから、現役である宇宙機の勢ぞろいはこれが最初で最後の機会となった。
ディスカバリーが地球へ帰還し、STS-133が終了した2011年3月10日、ISSのクルーはロボットアームでこうのとり2号を天頂側ポートから天底側ポートに戻した。この移動運用は11時49分 (UTC)から始まり、16時19分 (UTC)には地球側に面する天底側ポート共通結合機構に取り付けられ、ボルトは17時20分 (UTC)に固定された。18時55分 (UTC)にクルーがこうのとりの与圧室とハーモニーの電気ケーブルの接続を終えて、5時間に及ぶ移動作業が完了した
。
こうのとり2号のISS滞在中の3月11日に東北地方太平洋沖地震が発生した。つくばの地上管制センターはダメージを受け、監視操作を一時的にNASAに引渡した。ミッション管制室は3月22日に運用を再開した。

### 当時のISS搭乗クルー

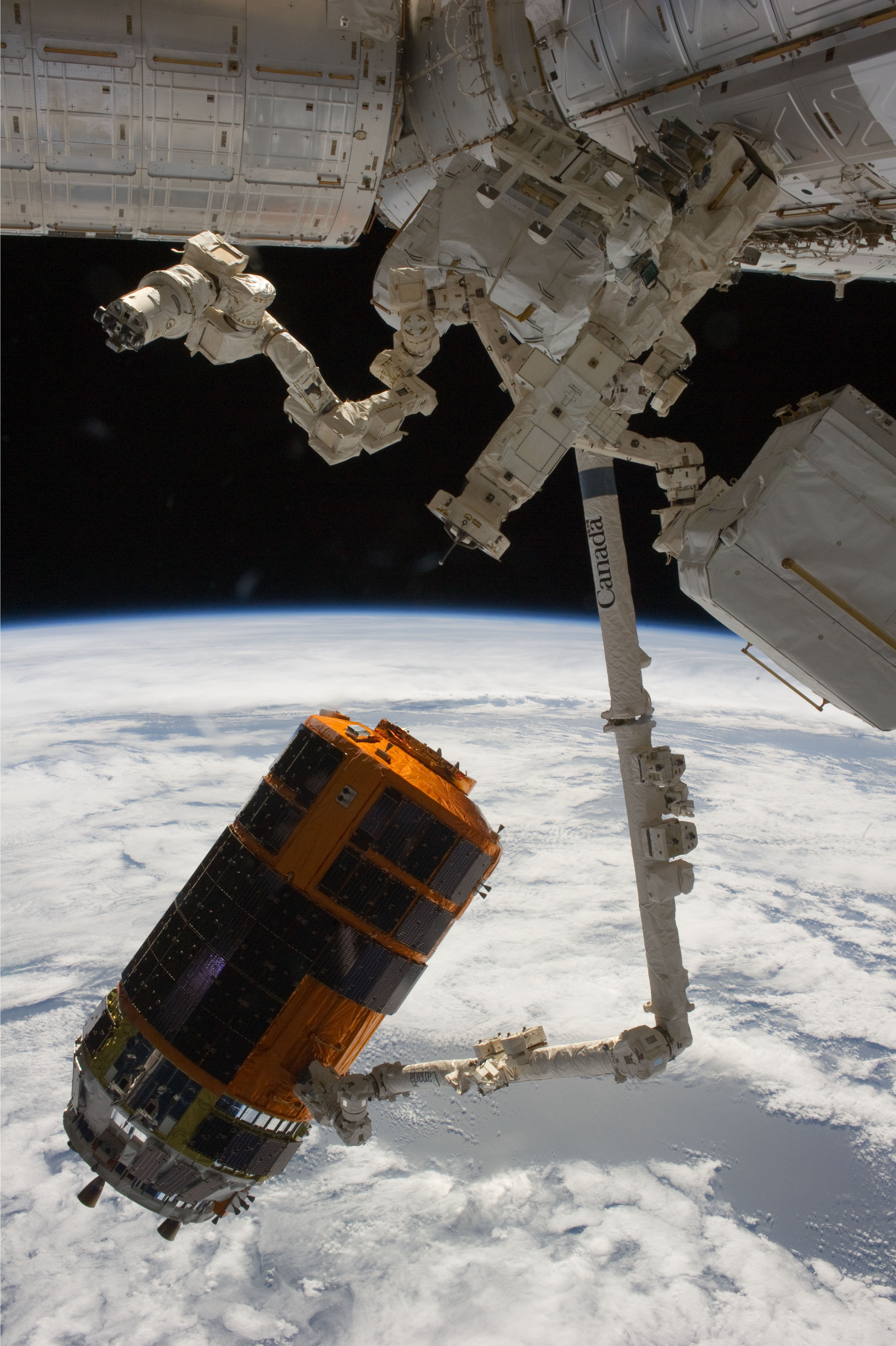
2号機は2011年3月28日に分離された。

ISSの接続時には第26次長期滞在のクルーが滞在していた。
- スコット・ケリー、NASA 船長
- アレクサンドル・カレリ、FKA
- オレグ・スクリポチカ（英語版）、FKA
- ドミトリー・コンドラチェフ（英語版）、FKA
- キャスリン・コールマン、NASA
- パオロ・ネスポリ、ESA

### 地球大気への出発と再突入
3月28日、2ヶ月にわたる滞在のあと、15時29分 (UTC)にロボットアームによってこうのとり2号機はドッキングポートとの係留を解除され、15時46分 (UTC)には自由に動けるようになった。その後3月30日の3時9分 (UTC)には地球の大気圏に再突入した。再突入はステーションに運んだ2台の再突入データ収集装置の内の一台によって記録された。もう一台はヨハネス・ケプラーの帰還時の記録に使われた。

## その他
ミッション期間中（3月11日）に発生した東北地方太平洋沖地震の影響により、筑波宇宙センターも被害を受けたことから筑波宇宙センターでの運用管制を一時中止し、NASAの協力によりジョンソン宇宙センターから運用を継続した。ISSからの離脱には筑波から直接HTV2と交信する必要があるため離脱の日程を変更する可能性もあったが、予定通りにミッションを遂行させようとする関係者の尽力もあり、3月22日に筑波での通常運用を再開した。なお、ISSにいた第27次長期滞在クルーは折り鶴を作りHTV2に格納し、次の言葉を添えた。